# Пођи Ђали (Сијена)
Пођи Ђали је насеље у Италији у округу Сијена, региону Тоскана.
Према процени из 2011. у насељу је живело 31 становника. Насеље се налази на надморској висини од 270 м.